# Боровой переулок (Ломоносов)
Борово́й переулок — переулок в городе Ломоносове Петродворцового района Санкт-Петербурга, в историческом районе Мордвиновка. Проходит от Зелёной до Западной улицы.
Название известно с 1955 года. Связано с тем, что в западной части переулок выходит к остаткам соснового бора усадьбы Мордвиновка (ныне парк усадьбы Мордвиновых, зелёная зона общего пользования).